# Mes plus belles années
Mes plus belles années (American Dreams) est une série télévisée américaine en 61 épisodes de 43 minutes, créée par Jonathan Prince et diffusée entre le 29 septembre 2002 et le 30 mars 2005 sur le réseau NBC.
En France, la première saison de la série a été diffusée à partir du 15 novembre 2003 sur TF1 puis intégralement diffusée entre le 14 janvier 2008 et le 1er juin 2009 sur Série Club et entre le 1er juillet 2013 et le 23 août 2013 sur AB1. En Suisse, elle a été diffusée sur TSR1 puis sur TSR2 et en Belgique, sur RTL-TVI.

## Synopsis
Retour à Philadelphie, dans l'Amérique des années 1960 à travers la vie de la famille Pryor. Parents de quatre enfants, Jack et Helen voient leurs aînés se rebeller comme les autres jeunes de cette époque. JJ, le fils ainé, refuse d'accomplir le rêve de son père de le voir devenir champion de football, quant à Meg, sa cadette de 2 ans, elle s'inscrit avec son amie Roxanne, contre l'avis de ses parents, pour participer à une émission télévisée locale où les participants sont invités à danser.
L'intérêt principal de la série est le portrait historique et socioculturel des États-Unis de l'époque qu'elle nous présente.
La série s'est également distinguée par les nombreux guest stars, en général un par épisode, et la musique des années 1960.

## Distribution

### Acteurs principaux
- Brittany Snow (VF : Caroline Victoria) : Margaret « Meg » Pryor
- Tom Verica (VF : Frédéric Darie) : Jack Pryor
- Gail O'Grady (VF : Martine Irzenski) : Helen Pryor
- Will Estes (VF : Julien Sibre) : Jack « JJ (en VO) / Jerry (en VF) » Pryor Jr.
- Sarah Ramos (VF : Adeline Chetail) : Patricia « Patty » Pryor
- Ethan Dampf (VF : Pépin Mayette puis Simon Koukissa) : William « Will » Pryor
- Vanessa Lengies (VF : Amélie Gonin) : Roxanne Bojarski
- Rachel Boston (VF : Stéphanie Hédin) : Elizabeth « Beth » Mason
- Jonathan Adams (VF : Jean-Michel Martial) : Henry Walker
- Arlen Escarpeta (VF : Paul Jeanson) : Samuel « Sam » Walker
- Virginia Madsen (VF : Isabelle Mangini) : Rebecca Sandstrom (saison 1)
- Keith Robinson (VF : Christophe Aquilon) : Nathan Walker (saisons 2 et 3 - récurrent saison 1)

### Acteurs secondaires
- James Read (VF : Christian Ruche) : George Mason
- Paul Wesley (VF : Gwenaël de Gouvello) : Tommy DeFelice
- Jamie Elman (VF : Xavier Thiam) : Luke Foley
- Peter Onorati (VF : Michel Fortin) : Dominick Morolleno
- Matthew John Armstrong (VF : Pierre Val) : Pete Pryor
- Rodney Scott (VF : Guillaume Clayssen) : Danny O'Connor
- Aysia Polk (VF : Margot Mayette) : Angela Walker
- Robby Benson (VF : Pierre Laurent) : Professeur Witt (saison 1)
- Dan Butler (VF : Hubert Drac) : Coach Ambros (saison 1)
- Jessica Collins (VF : Sophie Baranes) : Colleen (saison 1)
- Daniella Monet (VF : Sophie Gubri) : Joyce Fitzsimmons (saison 1)
- Nigel Thatch (VF : Jean-Paul Pitolin) : Willy Johnson (saison 1)
- Jesse Hutch (VF : Benjamin Bellecour) : Jimmy Riley (saisons 1-2)
- Joseph Lawrence (VF : Laurent Mantel) : Michael Brooks (saisons 1-2)
- Michelle Morgan (VF : Anna Sigalevitch) : Teresa McManus (saisons 1-2)
- Adina Porter (VF : Frédérique Cantrel) : Gwen Walker (saisons 1-2)
- Christopher Cousins (VF : Jean-Yves Chatelais) : Ted Pryor (saisons 1 et 3)
- Francis Capra (VF : Franck Lorrain) : Joseph Palladino (saison 2)
- Hilary Duff (VF : Julie Turin) : Betty Weiss (saison 2)
- Stephen Taylor (VF : Jean-Christophe Taylor) : Timothy Clovis (saison 2)
- Haylie Duff (VF : Geneviève Désilets) : Marge Ganser (saison 2)
- Alicia Coppola (VF : Louise Lemoine Torrès) : Nancy (saison 2)
- Sam Page (VF : Olivier Bouana) : Andrew « Drew » Mandel (saison 2)
- Milo Ventimiglia (VF : Rémi Bichet) : Chris Pierce (saison 3)
- Joanna Levesque (VF : Marie Giraudon) : Linda Ronstadt (saison 3)
- Daphne Zuniga (VF : Déborah Perret) : Shelly Pierce (saison 3)

Version française
Studio de doublage : Alter Ego
Direction artistique : Anneliese Fromont
Adaptation :

## Épisodes

### Première saison (2002-2003)
1. Bienvenue chez les Pryor (Pilot)
2. La fin de l'innocence (The End of the Innocence)
3. Un vent de liberté (New Frontier)
4. Premier rendez-vous (Pryor Knowledge)
5. À fleur de peau (The Fighting Irish)
6. Un héros ordinaire (Soldier Boy)
7. Une finale mouvementée (Cold Snap)
8. Hors-jeu (Black and White)
9. Tensions familiales (The Home Front)
10. Un baiser de cinéma (Silent Night)
11. Les Beatles (I Wanna Hold Your Hand)
12. Accalmies passagères (Great Expectations)
13. À la poursuite du bonheur (The Pursuit of Happiness)
14. Haut les cœurs (Heartache)
15. Les uns contre les autres (False Start)
16. Examens de conscience ( Act of Contrition)
17. Rendez-vous manqué (Past Imperfect)
18. Cœurs partagés (The One)
19. De l'orage dans l'air (Where the Boys Are)
20. Éducation sentimentale (The Carpetbaggers)
21. Repousser les limites (Fear Itself)
22. Rien ne sert de mentir (Secrets and Lies)
23. Vive les vacances (Down the Shore)
24. De grands espoirs (High Hopes)
25. Au cœur des flammes (City on Fire)

### Deuxième saison (2003-2004)
1. La Punition (And Promises to Keep)
2. R-E-S-P-E-C-T (R-E-S-P-E-C-T)
3. Tout le monde est de sortie (Another Saturday Night)
4. Des bleus à l'âme (Crossing the Line)
5. Dans la cour des grands (Life's Illusions)
6. Amours contrariées (Rescue Me)
7. Sur la route (Ticket to Ride)
8. Scènes de famille (Change a Comin’)
9. Le grand jour (The Long Goodbye)
10. Le nouvel ami (The 7-10 Split)
11. Sur tous les fronts (Beyond the Wire)
12. Bons baisers de Philadelphia (Real-to-Reel)
13. Un accent de vérité (To Tell the Truth)
14. Un soupçon de liberté (Old Enough to Fight)
15. Relations orageuses (Shoot the Moon)
16. Feux d'artifice (Can’t Hold On)
17. Un avenir incertain (Chasing the Past)
18. Chemins minés (Stewart’s Charge)
19. Sans issue (No Way Out)

### Troisième saison (2004-2005)
1. Chacun son combat (Long Shots and Short Skirts)
2. Charade (Charade)
3. Mon royaume pour un cheval (Leaders of the Pack)
4. La victoire au bout du chemin (Surround Me)
5. La mission (So Long, Farewell)
6. Danger imminent (Clear and Present Danger)
7. Des rêves et des espoirs (What Dreams May Come)
8. La naissance (One in a Million)
9. Joie et réconfort (Tidings of Comfort and Joy)
10. Le retour (Home Again)
11. Le prix de la vérité (Truth Be Told)
12. Pour le meilleur et pour le pire (For Richer, For Poorer)
13. Bal de promo (Starting Over)
14. Tous égaux (The Commencement)
15. Le rêve Californien (California Dreamin’)
16. No satisfaction (No Satisfaction)
17. Adieu Philadelphie (It’s My Life)

## Récompenses
- Emmy Award 2003 : Meilleurs costumes pour l'épisode De l'orage dans l'air
- Emmy Award 2003 : Meilleures coiffures pour l'épisode Les Beatles